# آتشی در نیستان
آتشی در نِیِستان نام آلبومی است که بر پایهٔ هم‌نوازی سه‌تار در سال ۱۳۶۷، با صدای شهرام ناظری و سرپرستی و آهنگسازی جلال ذوالفنون اجرا شده‌است. برخورداری از ریتم صحیح، متنی قوی و لحنی سوزان در این آلبوم، باعث شده تا آتشی در نیستان اثری بی‌بدیل باشد. آتشی در نیستان، یکی از ماندگارترین آثار شهرام ناظری است.

## توضیح اثر
این آلبوم شامل ۵ قطعه‌ است:
1. سپیده: آواز در گوشه حجاز، هم‌نواز آواز جلال ذوالفنون، شعر خیام
2. آتشی در نیستان: مقدمه و تصنیف، ساخته شهرام ناظری، شعر از مجذوب علیشاه کبودرآهنگی
3. یار مرا: قطعه ضربی حجاز، ساخته جلال ذوالفنون، شعر از مولانا
4. قطعه ضربی: بر مبنای ملودی محلی مازندران، ساختهٔ جلال ذوالفنون
5. آن کیست: بداهه‌نوازی و بداهه‌خوانی بر مبنای لحن محلی مازندرانی، هم‌نواز آواز: جلال ذوالفنون
6. ارغوان: تصنیف ساخته شهرام ناظری، شعر حافظ

## عوامل اثر
- جلال ذوالفنون: سه‌تار
- علی ناظری: سه‌تار
- سهیل ذوالفنون: سه‌تار
- حسین یارا: سه‌تار
- جواد ایمانی: سه‌تار
- بیژن زنگنه: تنبک
- بیژن کامکار: دف
- منوچهر ریاحی: ضبط موسیقی

## منبع
1. ↑  «آلبوم «آتشی در نیستان» شهرام ناظری دیجیتالی شد». Musicema.com. دریافت‌شده در ۲۰۲۴-۰۴-۲۰.